# Edvin Mathiasson
Berndt Edvin Mattiasson (Trelleborg, 16 aprile 1890 – Malmö, 15 marzo 1975) è stato un lottatore svedese, specializzato nella lotta greco-romana.

## Palmarès

### Olimpiadi
- 1 medaglia:
  - 1 bronzo (Stoccolma 1912 nella lotta greco-romana, pesi leggeri)